# 卡图卢斯

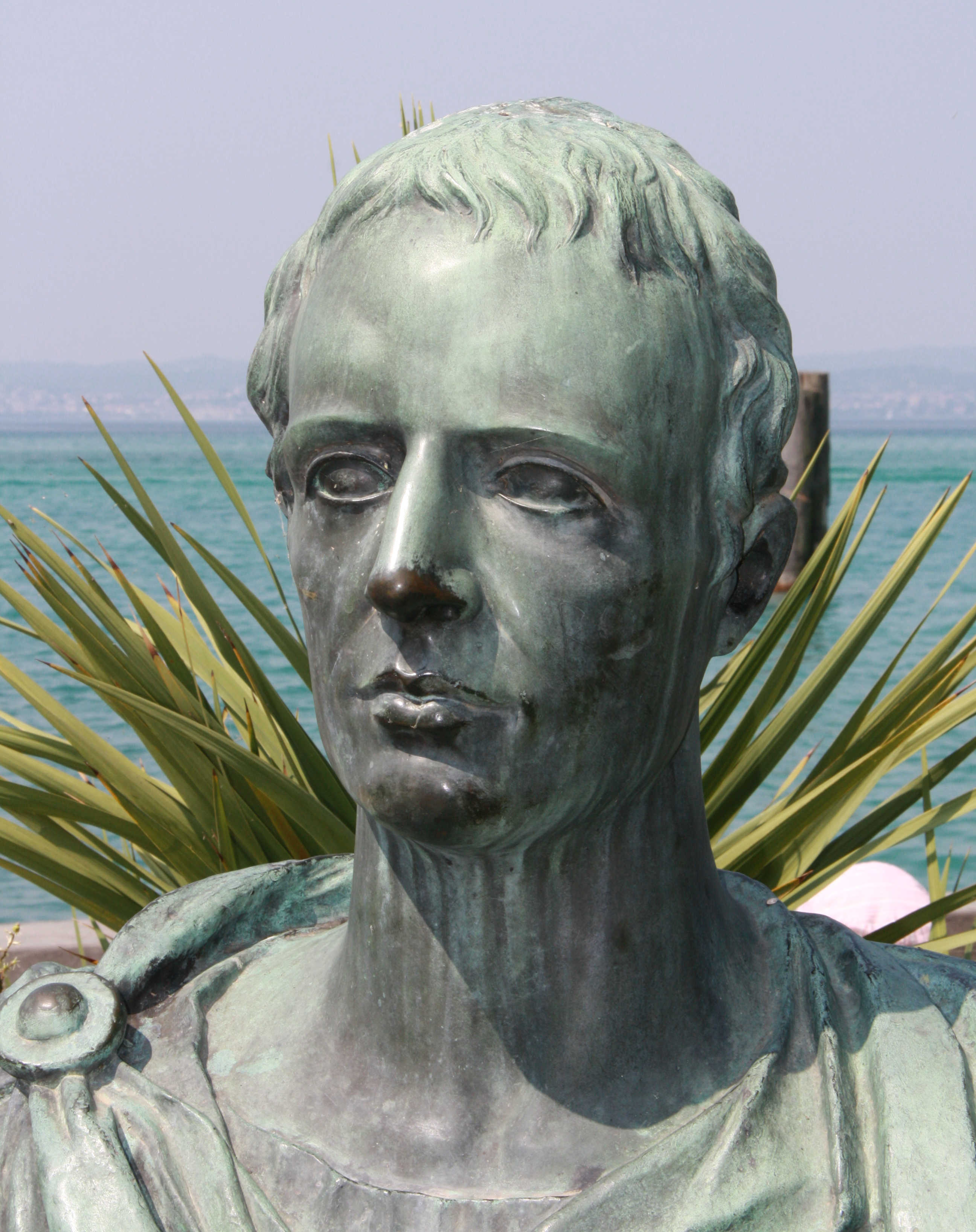
卡图卢斯半身像，现保存于Sirmione

盖乌斯·瓦列利烏斯·卡图卢斯（拉丁語：Gaius Valerius Catullus，约前87年—约前54年），古罗马诗人，生于山南高卢的维罗纳。在奥古斯都时期，卡图卢斯享有盛名，然而后来慢慢被湮没。现在所有卡图卢斯的诗歌版本均源自14世纪在维罗纳发现的抄本。他继承了萨福的抒情诗传统，对后世诗人如彼特拉克、莎士比亚等产生了深远的影响。

## 生平
他的父亲是尤利乌斯·凯撒的追随者，也都能和下高卢省，上高卢省的总督说得上话。在卡图卢斯的一些诗篇中，他描述了回到自己家的喜悦之情。诗人自己在提维里附近的度假胜地也拥有一套别墅，所以，他那些关于自己贫困的抱怨更像是无病呻吟。
卡图卢斯的青年时期是在罗马度过的。他的好友包括Licinius Calvus，Helvius Cinna，Quintus Hortensius等人。而他赠送给好友，传记作家奈波斯的文书，让他在文坛崭露头角。像西塞罗，凯撒，庞培等同时代的社会精英也大量出现在他的诗篇中。根据苏维托尼乌斯保存的轶事，凯撒的确感觉到，卡图卢斯诗中对自己的讽刺给自己的声誉造成了恶劣的影响（如Catullus 54，Catullus 57）。但当卡图卢斯迫于父亲的压力最终向凯撒道歉时，凯撒立刻原谅了他。
也正是在罗马，诗人陷入了对“莱斯比亚”的热恋。“莱斯比亚”是诗人在诗歌中对Clodia Metelli的昵称，一个风流成性的妇人。她出身显赫的Claudii Pulchri家族，有个声名狼藉的弟弟，普布利乌斯·克洛狄烏斯·普爾喀。（在卡图卢斯的第79篇还记载了她和自己弟弟的乱伦行为）。诗人关于莱斯比亚的诗篇讲述了他们二人的情感路程：最初的欢愉，相互的不理解，最终的分手，以及分手后的极度痛苦。关于他们的关系，存在着很多疑点，尤其是他们决裂的原因。其实，在卡图卢斯的作品中，诗人已经阐明了自己对男女爱情的见解，更趋近于现代人的爱情观念。

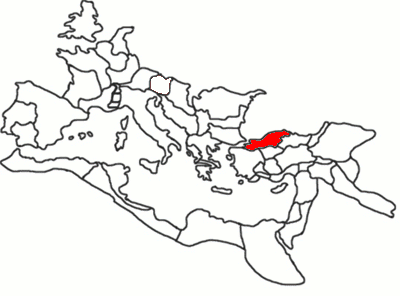
比提尼亚在罗马帝国的位置

在前57年到前56年的夏季之间，诗人在比提尼亚的生长官邸供职。在此期间，他旅行至特洛阿斯，他哥哥的坟前，在悼念的同时也留下了感人至深的诗篇。（catullus 101）
关于卡图卢斯生平的记载，是由中世纪时零星的记载、与他同时期的作家以及他本人的作品包含的信息拼凑而成。因此，他的生卒年至今不能确定。耶柔米认为他出生于前87年，死于前57年。但是在他的作品中，有涉及到前54年的事件。不过，由于罗马人的年表常常将57和54，87和84弄混淆，很多学者推断应该是前84年到前54年。
卡图卢斯的诗歌被其他的诗人广为借鉴：尽管被西塞罗批评为“道德败坏”，他还是深刻影响了之后的诗人，如奥维德，贺拉斯以及维吉尔。当到了中世纪晚期，他的诗歌被重新发掘时，他又获得了新的仰慕者。他那直白的写作风格至今仍然震撼了很多读者。

## 诗歌集
卡图卢斯的诗歌见于他的《歌集》里，总共116首，其中三首被证伪，从《歌集》中删除，但保留序号。从格式上分为三个部分：60篇短诗（Catullus.1-Catullus.60）；8篇长诗（Catullus.61-Catullus.68）；48篇哀歌双行体诗歌（Catullus.69-Catullus.116），以讽刺诗为主。
关于这些诗歌的顺序是否由卡图卢斯本人敲定，学术界没有统一的说法。而他的8篇长诗，不仅从格式上，也从体裁上与其他篇目相迥异。
他的短诗，根据主题，可以分为以下四个部分：
1.	写给或关于他的朋友的诗。
2.	色情诗，关于他的爱人“莱斯比亚”
3.	谩骂诗，关于他的政敌和情敌。
4.	哀悼诗，代表作是Catullus.101,悼念他早逝的哥哥。
不过，大部分的诗歌还是在描绘诗人和他的朋友的生活。远离了罗马政坛后，他将主要的经历放在了诗学和美学上。有趣的是，在当时，强调勇气和纪律的罗马社会，卡图卢斯却更强调“优美”（venusta），将个人的情感生活至于国家的政治生活之上。
实际上，卡图卢斯并非反对传统，只是反对过于热衷于政治与对外扩张。他甚至尝试复兴部分传统，比如，“忠诚”：对于朋友的忠诚，对于政治同盟的忠诚，以及，对他来说最终要的，对于和“莱斯比亚”之间的爱情的忠诚。

## 文学影响

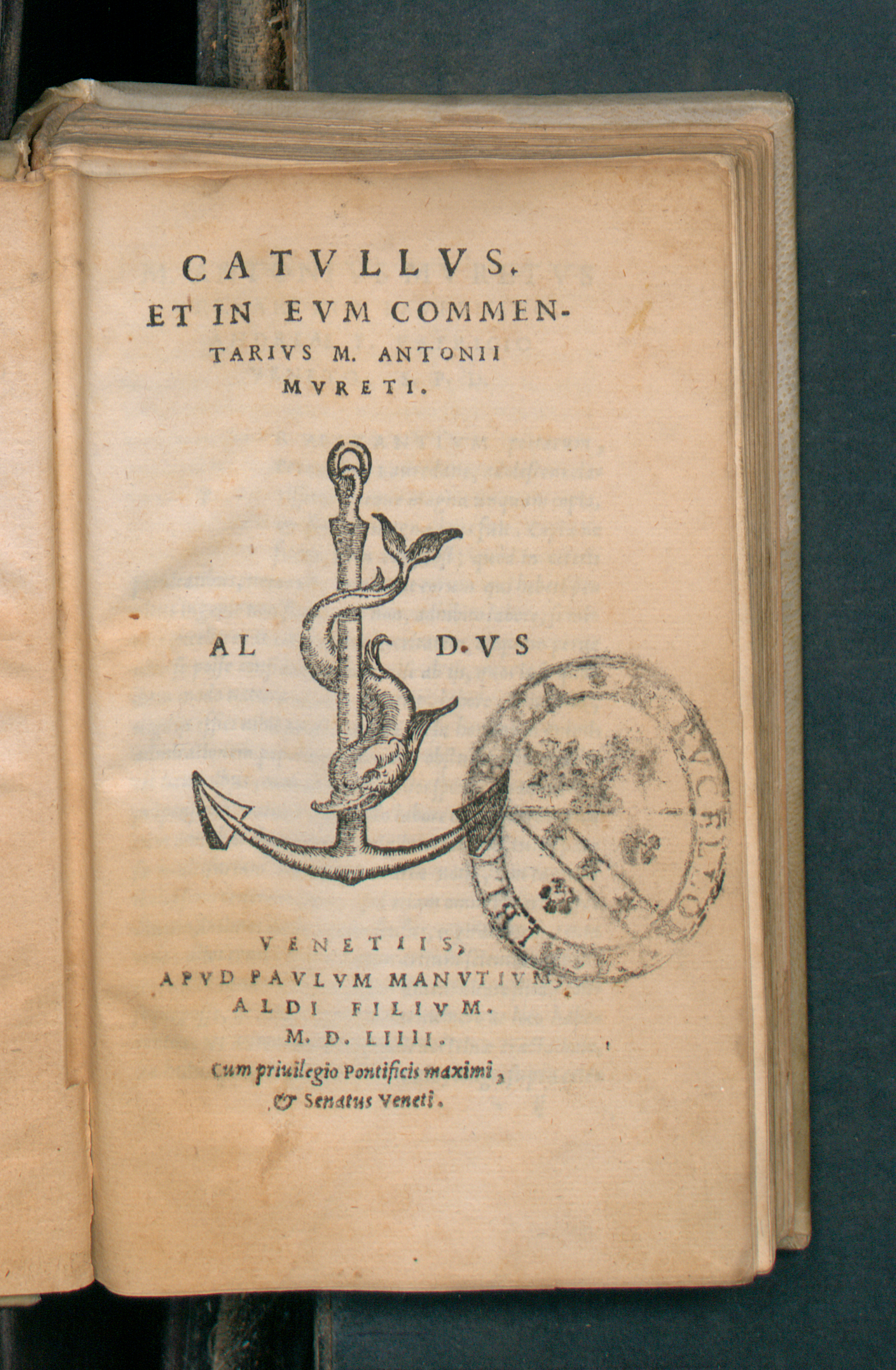
Catullus et in eum commentariu, 1554

卡图卢斯的诗歌受到希腊化时代的影响很大，尤其受到了卡利马科斯的影响。他们宣传用一种新的格律来代替古典时代的荷马式诗歌。西塞罗称他们为‘新派诗人’（ νεώτεροι）。他们不再仅仅着眼于英雄描写的传统，而将注意力放在了个人生活的主题上，甚至是日常生活中的小细节。卡图卢斯将自己的事业称为‘语言的美化’（expolitum）。
同时，卡图卢斯也崇拜者萨福，前7世纪的希腊女诗人。他的很多诗继承了萨福的风格，甚至内容。（如Catullus.51就是参照萨福的第31篇，前三节内容基本一致）而之后的两篇关于婚姻的诗歌（Catullus.61，Catullus.62）也曾是萨福所擅长的。萨福体诗歌，在罗马时代，也是由卡图卢斯第一个使之复活的。
| 卡图卢斯 51                  | 萨福 31                  |
| ---------------------------- | ------------------------ |
| 那人在我眼里，仿佛神一般     | 我觉得，谁能坐在你的面前 |
| 那人，甚至神都不能与他比     | 幸福真不亚于任何神仙     |
| 他坐在你的对面，一遍遍       | 他静静听着你的软语呢喃   |
| 看着你，听着你               | 声音那么甜               |
| 笑靥甜美，笑语甜蜜— — 可怜的 | 啊，你的笑容真叫人爱煞   |
| 我，却失去了所有知觉：因为   | 每次我看见你，只消一刹那 |
| 一见到你，莱斯比娅，我       | 心房就在胸口里狂跳不已   |
| [就再说不出话来，]           | 我说不出话               |
| 舌头麻木了，细小的火焰       | 我舌头好像断了，奇异的火 |
| 向四肢深处游去，耳朵         | 突然在我皮肉里流动、烧灼 |
| 嗡嗡作响，双重的黑暗         | 我因炫目而失明，一片嗡嗡 |
| 把眼睛的光吞没               | 充塞了耳朵               |
| 闲逸，卡图卢斯啊，是祸殃     | 大汗淋漓，把我一身浇湿   |
| 你因为闲逸而放纵、沉溺       | 我颤抖着，苍白得赛过草叶 |
| 闲逸在过去毁掉了多少国王     | 只觉得我似乎马上要死去   |
| 和繁华的城市                 | 很快要昏厥               |
|                              | 但我能忍受这一切         |
|                              | 因为是你……               |